# Henry Kater
Henry Kater (Bristol, 16 de abril de 1777 — Londres, 26 de abril de 1835) foi um físico inglês de ascendência alemã.

## Vida
Henry Kater pretendia estudar direito, mas com o falecimento do pai em 1794 foi para o exército, recebendo uma comissão no "12º Regimento a Pé", na época estacionado na Índia, onde foi auxiliar de William Lambton no Grande Projeto de Topografia Trigonométrica. Por ter adoecido foi obrigado a retornar para a Inglaterra. Em 1808, então tenente, iniciou a estudar no departamento sênior da Real Academia Militar de Sandhurst. Pouco tempo depois foi promovido a capitão. Em 1814 aposentou-se com meio soldo, dedicando o resto de sua vida à investigações científicas.

## Cientista
Sua primeira grande contribuição à ciência foi a comparação dos méritos entre os telescópios Cassegrain e gregoriano; Kater constatou que o segundo é de qualidade inferior.[carece de fontes?]
Seu trabalho mais substancial foi a invenção do pêndulo de Kater, possibilitando a determinação da força gravitacional, primeiramente em Londres e depois em vários outros observatórios do país. Como invento do colimador flutuante, Kater prestou um grande serviço à astronomia. Ele também publicou memórias sobre padrões de comprimeno e massa britânicos, e em 1832 publicou um relato de seu trabalho sobre a verificação dos padrões russos de comprimento. Por estes serviços à Rússia recebeu em 1814 a Ordem de Santa Ana. Neste mesmo ano foi eleito Membro da Royal Society, e em 1826 foi eleito membro estrangeiro da Academia Real das Ciências da Suécia.
Recebeu a Medalha Copley em 1817 e a Medalha de Ouro da Royal Astronomical Society em 1831.
É considerado o inventor da bússola prismática, patenteada um ano depois por Charles Schmalcalder. Também estudou agulhas de bússolas, e sua Bakerian Lecture contém o resultado de diversos experimentos. O tratado sobre "mecânica" na enciclopédia de Dionysius Lardner foi parcialmente escrito por ele, e seu interesse em questões exclusivamente astronômicas é demonstrado por duas comunicações às memórias da Astronomical Society de 1831–1833 — a primeira sobre uma observação dos anéis externos de saturno e a segunda sobre um método de determinação de longitude com auxílio de eclipse lunar.

### Obituários
- MNRAS 3 (1836) 155